# Echinococcus multilocularis
L'Echinococcus multilocularis è un parassita appartenente al genere Echinococcus, importante dal punto di vista medico in quanto è causa scatenante negli animali e nell'uomo della echinococcosi.
Esso è diffuso in diverse regioni del mondo, in Europa esso è maggiormente presente nella Francia orientale e centrale, Svizzera, Austria e Germania. Nel continente asiatico esso si trova in tutte le regioni occupate dalla tundra, a partire dal mar Bianco fino allo stretto di Bering, oltre che in tutta la parte meridionale dell'Asia, in particolar modo in Turchia, Afghanistan e le regioni settentrionali del Giappone. Nel continente americano la sua diffusione va dalle regioni subartiche dell'Alaska fino agli stati centro-settentrionali e meridionali degli Stati Uniti.
L'habitat naturale di questo parassita sono i mammiferi carnivori, in particolare canidi e felini.